# Санта-Мария-Нуова (титулярная церковь)
Титулярная церковь Санта-Мария-Нуова (лат. Titulus Sanctae Mariae Novae) — титулярная церковь была создана 17 марта 1887 года Папой Львом XIII. Первоначально этот кардинальский титул, вероятно, был возведён как титулярная диакония Папой Григорием I около 600 года, а затем, 8 августа 1661 года, упразднён Папой Александром VII, который перенёс его в новую церковь Санта-Мария-делла-Скала. Титулярная церковь принадлежит базилике Санта-Франческа-Романа, которая до XVI века называлась Санта-Мария-Нова. Церковь расположена между Римским форумом и храмом Венеры и Ромы. 

## Список кардиналов-священников титулярной церкви Санта-Мария-Нуова
- Шарль-Филипп Пляс — (17 марта 1887 — 5 марта 1893, до смерти);
- Леон-Бенуа-Шарль Тома — (15 июня 1893 — 9 марта 1894, до смерти);
- Жозеф-Кристиан-Эрнест Бурре (21 мая 1894 — 10 июля 1896, до смерти);
  - вакансия (1896 — 1898);
- Гийом-Мари-Жозеф Лабуре — (24 марта 1898 — 21 апреля 1906, до смерти);
- Луи-Анри-Жозеф Люсон — (19 декабря 1907 — 28 мая 1930, до смерти);
- Франческо Маркетти Сельваджани — (3 июля 1930 — 15 июня 1936, назначен кардиналом-епископом Фраскати);
- Энрико Сибилья — (18 июня 1936 — 11 декабря 1939, назначен кардиналом-епископом Сабины и Поджо Миртето);
- Адам Стефан Сапега — (22 февраля 1946 — 21 июля 1951, до смерти);
- Йозеф Вендель — (15 января 1953 — 31 декабря 1960, до смерти);
- Луис Конча Кордоба — (19 января 1961 — 18 сентября 1975, до смерти);
- Эммануил Нсубуга — (24 мая 1976 — 20 апреля 1991, до смерти);
- Анджело Содано — (28 июня 1991 — 10 января 1994, назначен кардиналом-епископом Альбано, in commendam 10 января 1994 — 27 мая 2022, до смерти);
- Петер Эрдё — (29 марта 2023 — по настоящее время).